# Werner Blessing
Werner Blessing (* 23. April 1931 in Basel; † 21. August 1987 in Chiemsee) war Mitglied des Vorstandes der Deutschen Bank und Sohn des Bundesbankpräsidenten Karl Blessing. Sein Sohn Martin Blessing war Vorsitzender des Vorstands der Commerzbank.

## Leben
Werner Blessing absolvierte nach dem Abitur eine Banklehre beim Hamburger Kreditinstitut Joh. Berenberg, Gossler & Co. Nachdem er bei der Norddeutschen Kreditbank zum stellvertretenden Vorstandsvorsitzenden aufgestiegen war, wechselte er 1965 zur Deutschen Bank. Im Jahr 1981 wurde Blessing zum stellvertretenden, 1984 zum ordentlichen Mitglied des Vorstandes ernannt. Sein Aufgabenschwerpunkt war das internationale Geschäft, insbesondere mit Nord- und Südamerika, Südafrika und Australien.

## Schriften
- mit Johannes Puhl: Börsenchancen richtig nutzen. Moderne Industrie, München 1958. 3. Auflage 1962.